# Río Sitnica
El río Sitnica (cirílico serbio: Ситница, en albanés: Sitnicë/Sitnica) es un río de 90 km de largo en Kosovo. Desemboca en el río Ibar en Mitrovica, y es el río más largo que discurre completamente por Kosovo.

## Curso
El río Sitnica se origina en el estanque de Sazlija, al norte de la ciudad de Ferizaj, y se llama inicialmente río Sazlija.
El Sitnica fluye generalmente hacia el norte, como río principal del Campo de Kosovo, en las laderas occidentales de la montaña de Žegovac  (de la que recibe como afluente por la derecha al río Žegovska, al sur de Lipljan), pasa junto a las localidades de Muhadžer Talinovac, Muhadžer Babuš, Robovce (en la que recibe al río Shtime como afluente por la izquierda), Topličane, Gracko, Mali Alaš y la ciudad de Lipljan. El río continúa hacia el norte entre las localidades de Suvi Do, Skulanovo, Radevo y Batuse, donde entra en la cuenca carbonífera de Kosovo (con la mina principal de Dobri Do a la derecha del río), al oeste de la capital provincial de Pristina. Esta es una zona en la que el Sitnica recibe algunos de sus más importantes afluentes: el altamente contaminado Gračanka y el Prištevka por la derecha, y el Drenica de la depresión del Drenica, por la izquierda.
El río pasa al oeste de los suburbios de Pristina de Kosovo Polje y Obilić y por la localidad de Plemetina, entre la montaña de Čičavica al oeste, y las laderas más septentrionales de la montaña Kopaonik, al este. El Sitnica deja la cuenca carbonífera como el río más contaminado de la zona, especialmente notorio por sus derrames de fenoles altamente tóxicos, que contaminan no sólo el Sitnica, sino también los ríos Ibar y Morava Occidental aguas abajo.
El Sitnica continúa hacia el noroeste, junto a las localidades de Prilužje, Mijalić, Reka (donde recibe su principal afluente, el Lab, por la derecha, en la región de Malo Kosovo), Pestovo (donde recibe otro afluente por la derecha, el río Slakovačka), las ciudades de Vučitrn, Senjak, Veliki Kičić y Malo Kičiće, desembocando en el Ibar como su afluente por la derecha en Mitrovica, con un caudal medio de 9,5 m³/s.
Debido a la relativamente pequeña inclinación de su cuenca de drenaje de 3.129 km² (altitud de 560 m en su nacimiento en Sazlija y de 499 m en su confluencia con el Ibar), el Sitnica serpentea mucho. Muchos meandros han sido cortados y desecados, por lo que una curiosidad es el largo puente de nueve pilares de Vojnovića sobre el lecho seco del río, cerca de Vučitrn.

## Galería

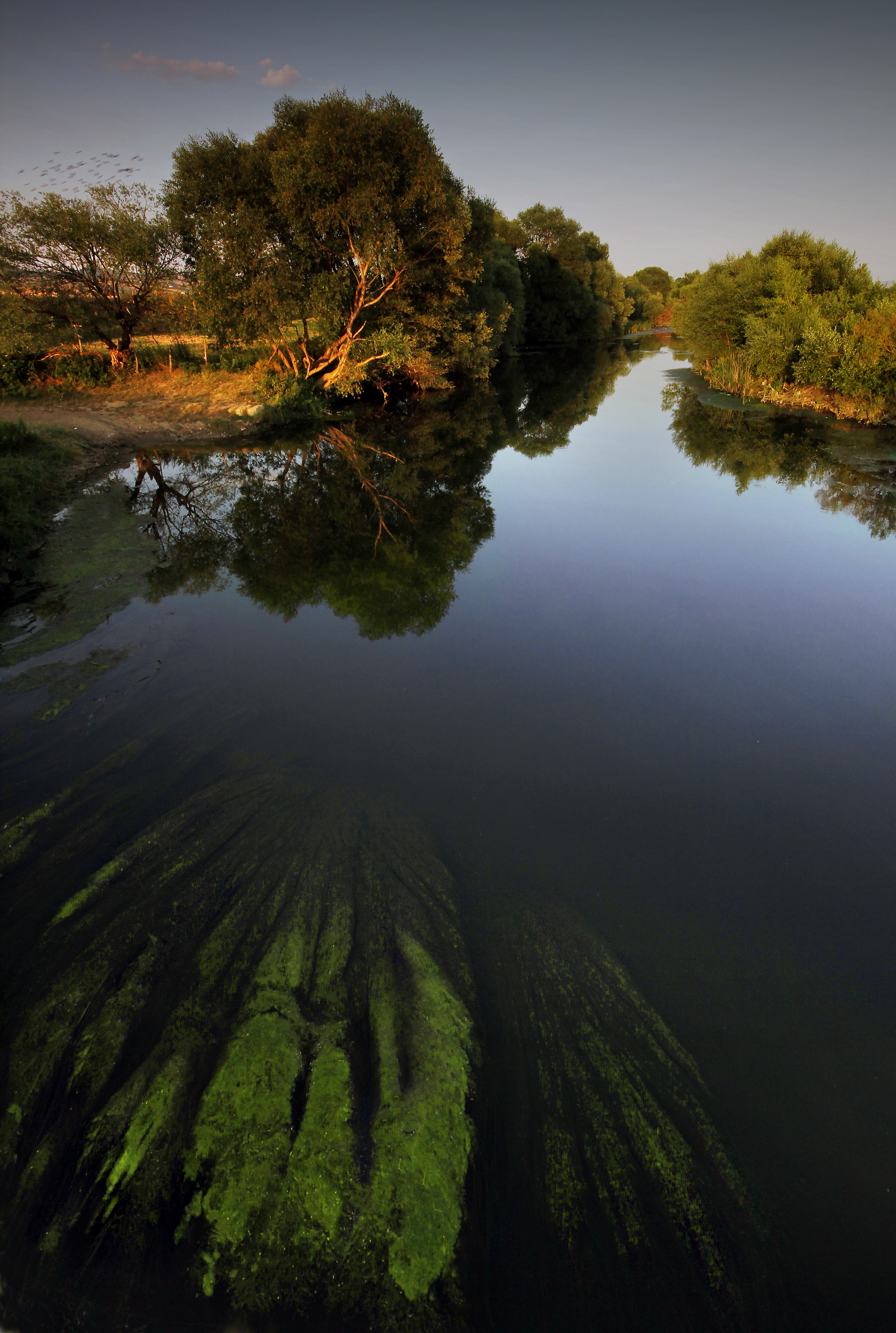
El Sitnica desde el puente Vojinović en Vushtrri
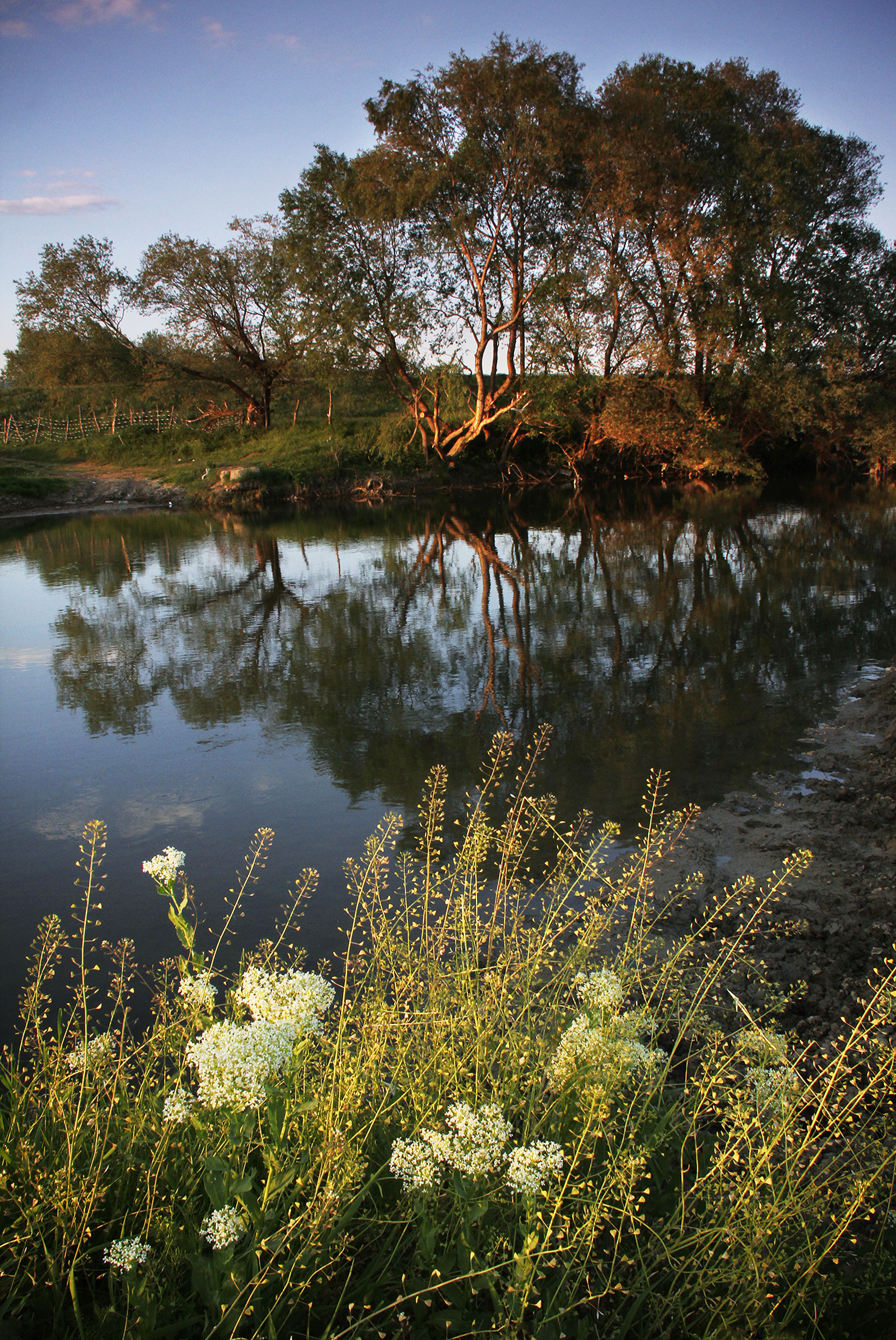
El Sitnica en verano
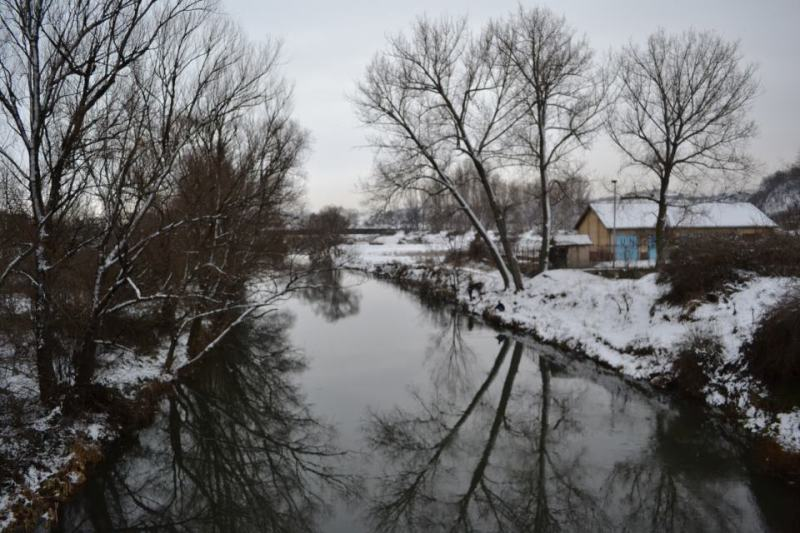
El Sitnica en invierno
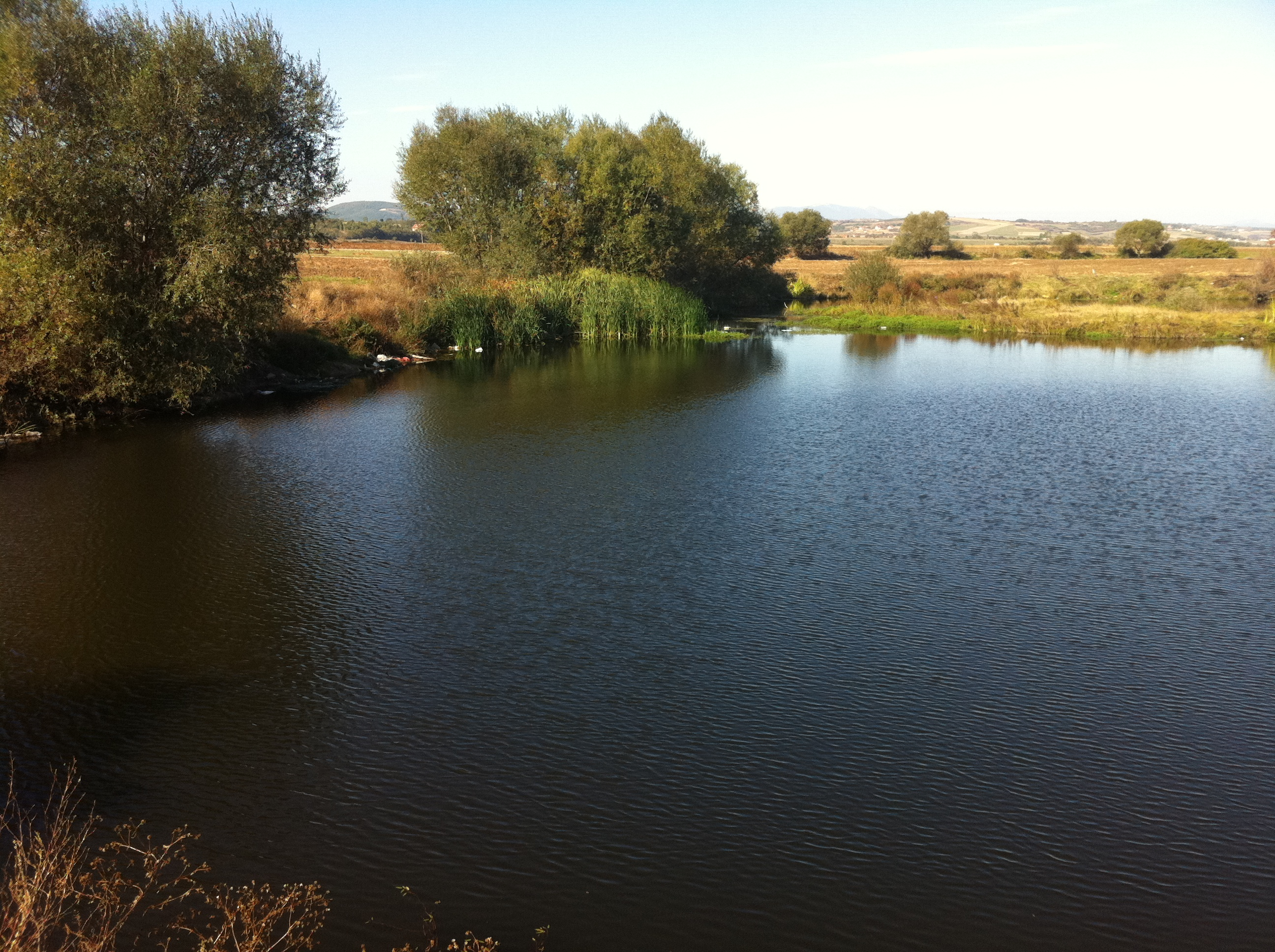
El Sitnica junto al pozo Haxhi cerca de Pestova
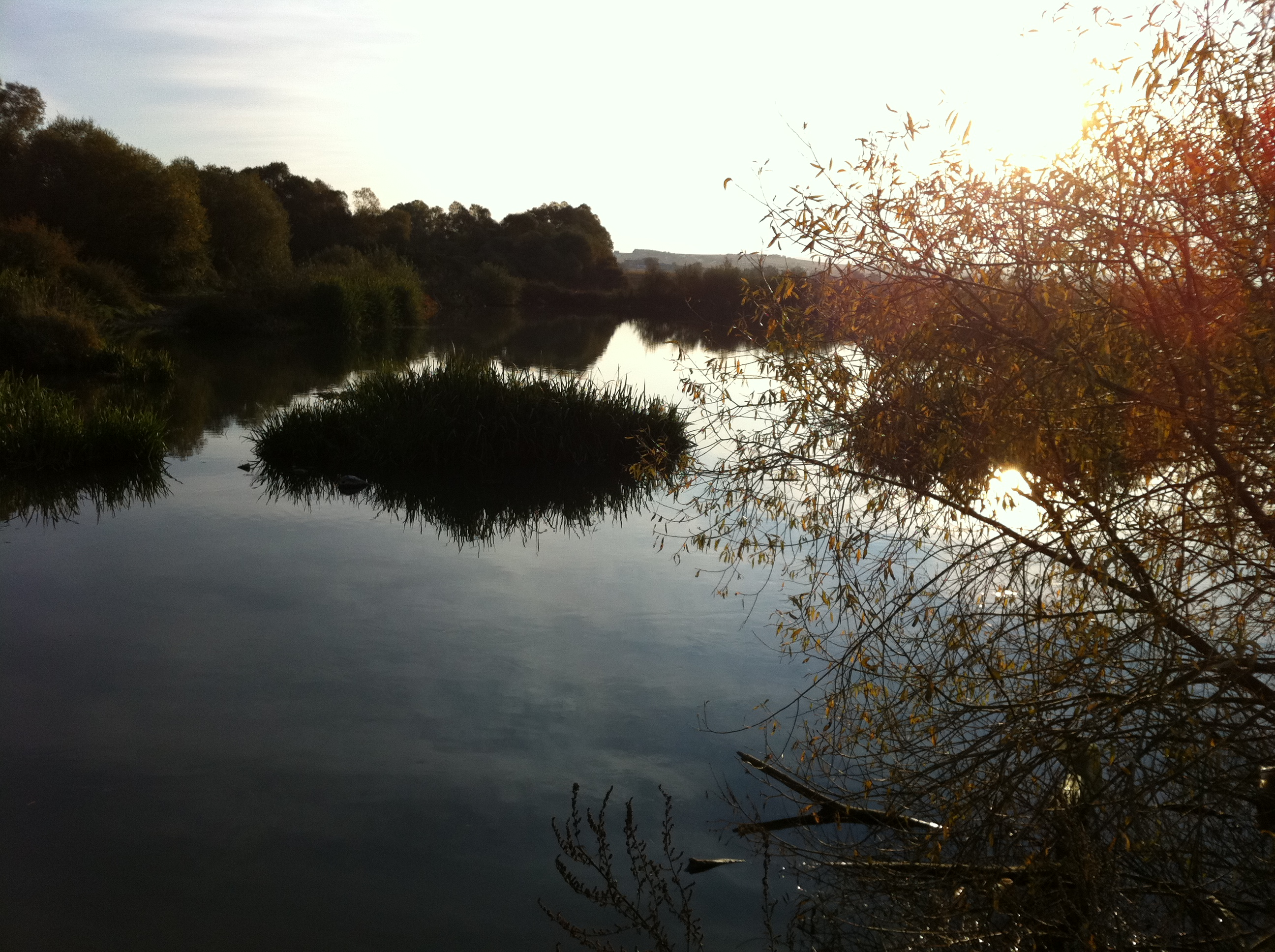
Marismas en el Sitnica
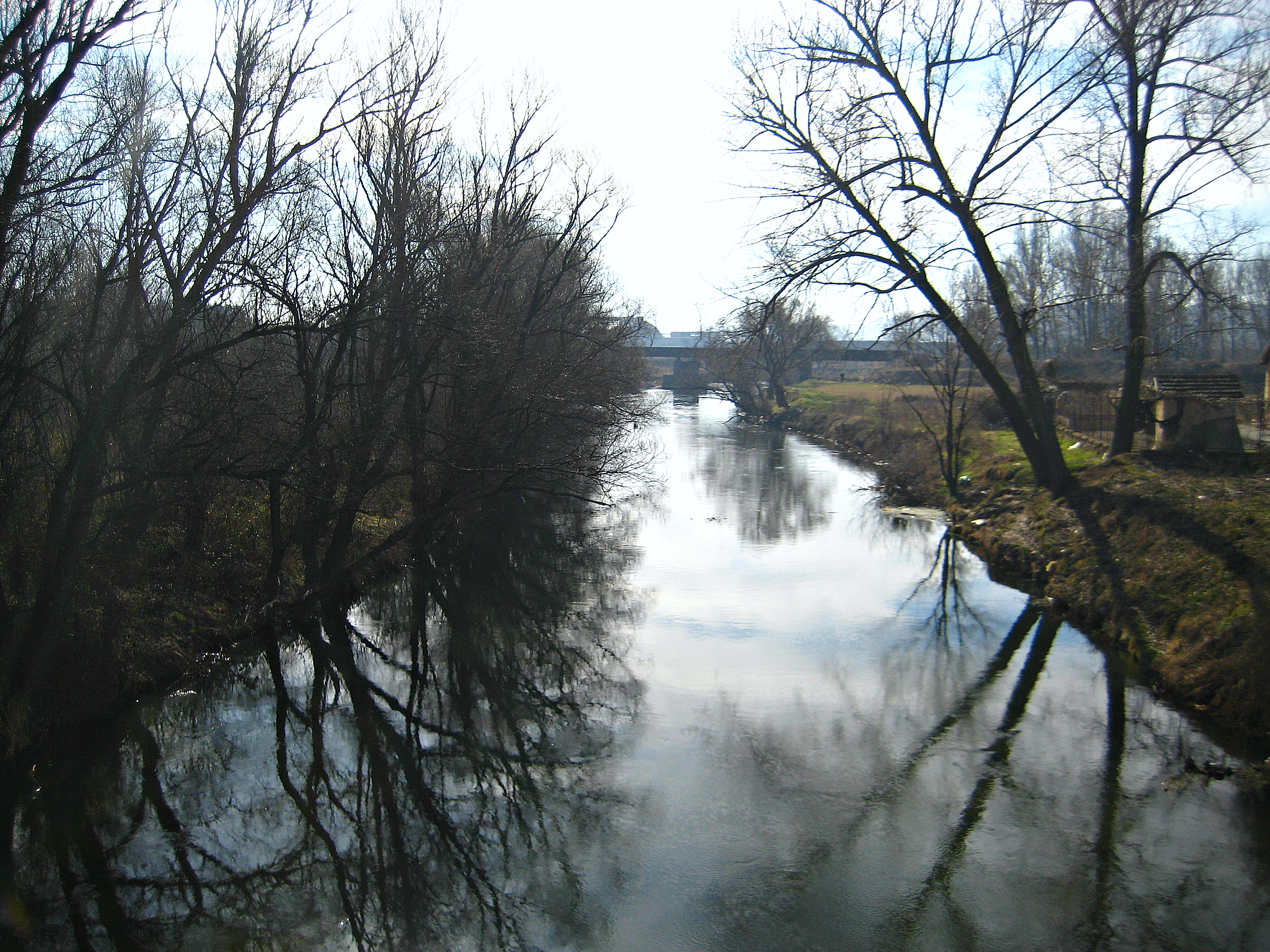
El Sitnica en Mitrovica